# Yumiko Himei
Yumiko Himei (姫井由美子, Himei Yumiko), née le 14 février 1959, est une femme politique japonaise, représentant la préfecture d'Okayama à la Chambre des conseillers du Japon pour le Parti démocrate du Japon.

## Jeunesse et carrière pré-électorale
Himei naît le 14 février 1959 à Okayama, dans la préfecture éponyme. Elle effectue ses études supérieures en droit à l'Université d'Okayama, avant d'obtenir son diplôme et de se diriger vers une carrière de copiste judiciaire (ja).

## Carrière électorale
Elle effectue ses premiers pas en politique en 1999, lors de son élection à l'assemblée préfectorale d'Okayama, sous l'investiture du Parti démocrate du Japon, et est réélue au même poste en 2003.
Elle se présente aux élections à la chambre des conseillers du Japon de 2007 (en), dans la circonscription électorale de la préfecture d'Okayama, toujours pour le PDJ, et remporte cette élection. Elle était opposée à l'ancien secrétaire général de la chambre des conseillers, Toranosuke Katayama, qu'elle bat d'une courte avance,.
En 2008, elle annonce son intention de quitter le PDJ, pour rejoindre le Nouveau Parti de la réforme, avant de changer d'avis le lendemain et d'annuler sa démission. En 2011, elle rejoint une coalition transpartisane s'opposant à la réduction de l'aide publique au développement.
En 2012, elle n'est pas reconduite par le PDJ, principalement en raison de plusieurs controverses autour de sa fausse démission de 2008, mais également de soupçons d'adultère. Elle démissionne du PDJ dans la foulée. Elle rejoint pour de bon le Parti du futur du Japon, et se présente aux élections de la chambre des représentants du Japon de 2012 avec l'investiture de ce dernier, cette fois dans la huitième circonscription de la préfecture de Chiba. Elle échoue à se faire élire, et ne bénéficie pas de la relance proportionnelle.
Himei se présente également sans succès aux élections à la Chambre des conseillers du Japon de 2019, sous l'investiture du Parti Démocrate du Peuple, puis aux élections législatives japonaises de 2021 à la relance proportionnelle, cette fois sous l'investiture du Parti démocrate constitutionnel, toujours sans succès.

## Prises de positions
Dès les débuts de sa vie politique, Himei s'engage pour la promotion de l'égalité des sexes, mais également pour une meilleure transparence des activités politiques locales et nationales.
Elle s'implique également sur plusieurs thèmes concernant les enjeux environnementaux, spécifiquement dans le recyclage.
Comme la majorité des conseillers démocrates, elle s'oppose à une révision de la constitution du Japon. Elle est également opposée à l'utilisation de l'énergie nucléaire, qu'elle soit militaire ou civile, et souhaite favoriser grandement les énergies renouvelables.
Sur des questions sociétales, elle se déclare favorable à l'ouverture du mariage aux couples homosexuels, et à la mise en place d'un système de quotas en politique afin de favoriser les femmes. Sur les sujets relatifs à la famille impériale, elle annonce être favorable à l'ascension au trône du Japon d'une femme, et déclare souhaiter que les femmes de la famille impériale conservent leurs titres, même après leurs mariages.

## Vie privée
Himei a un fils, né en 1987.